# Passeig de Gràcia

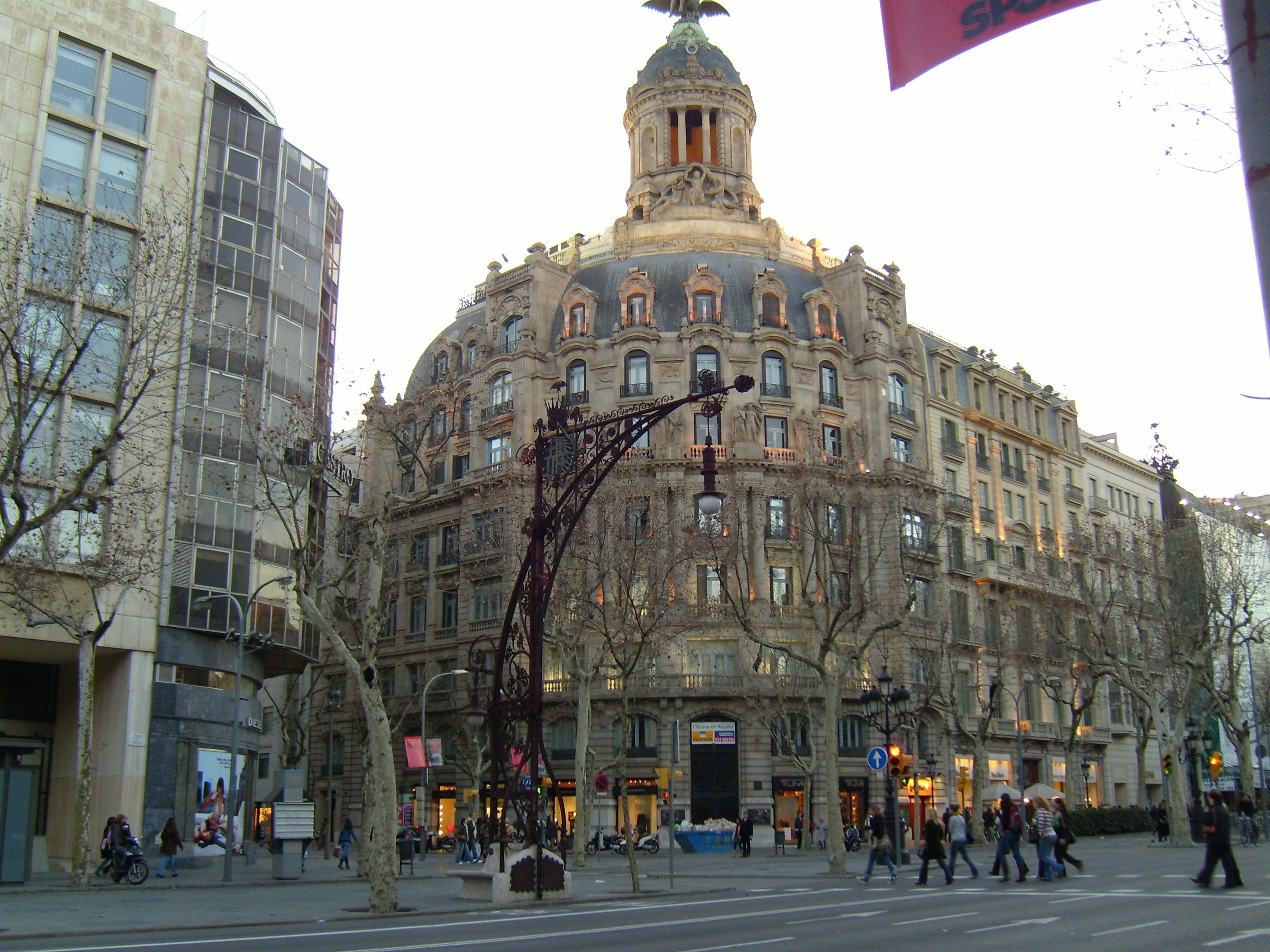
Passeig de Gràcia

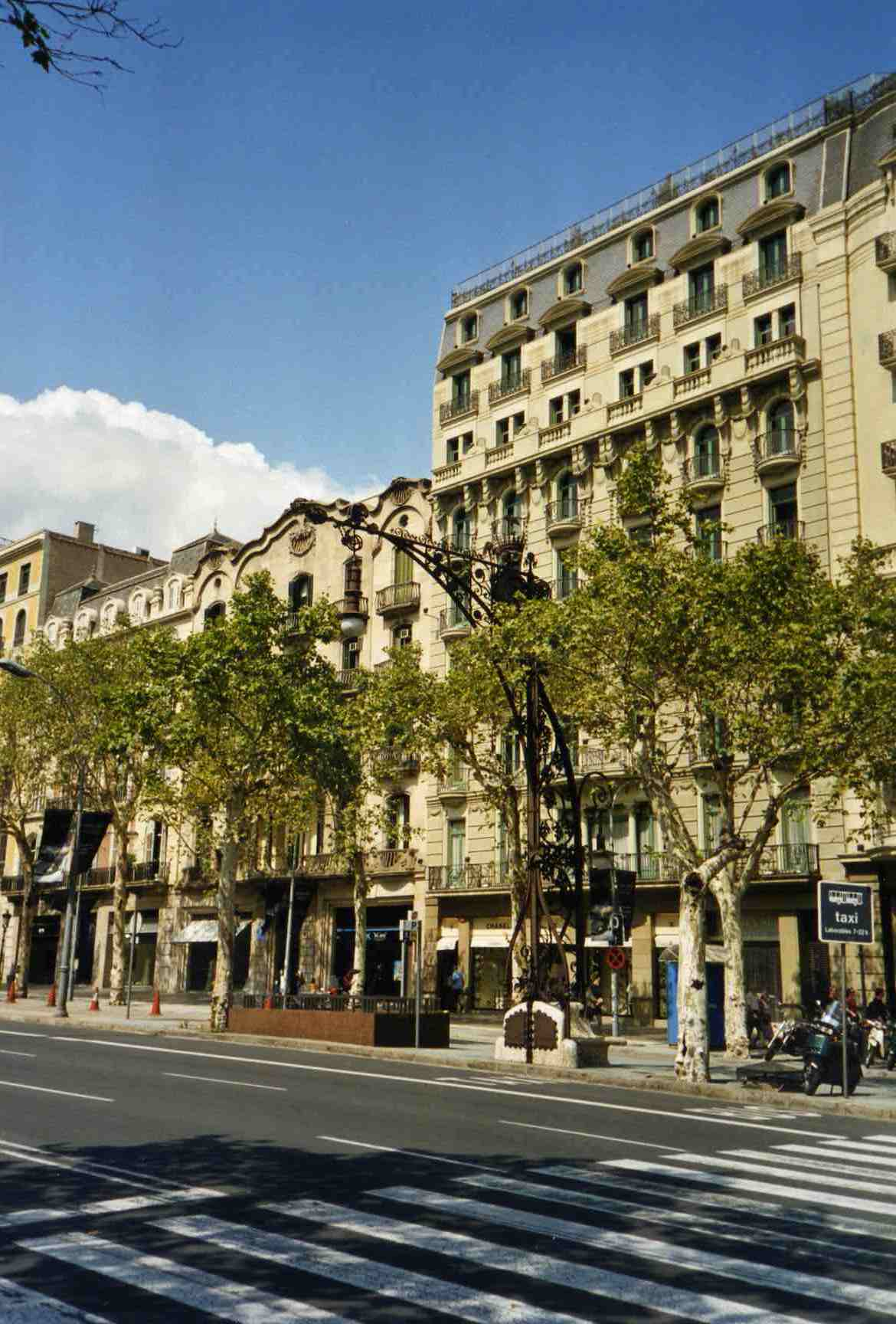
Passeig de Gràcia. Kandelaber und Straßendetail

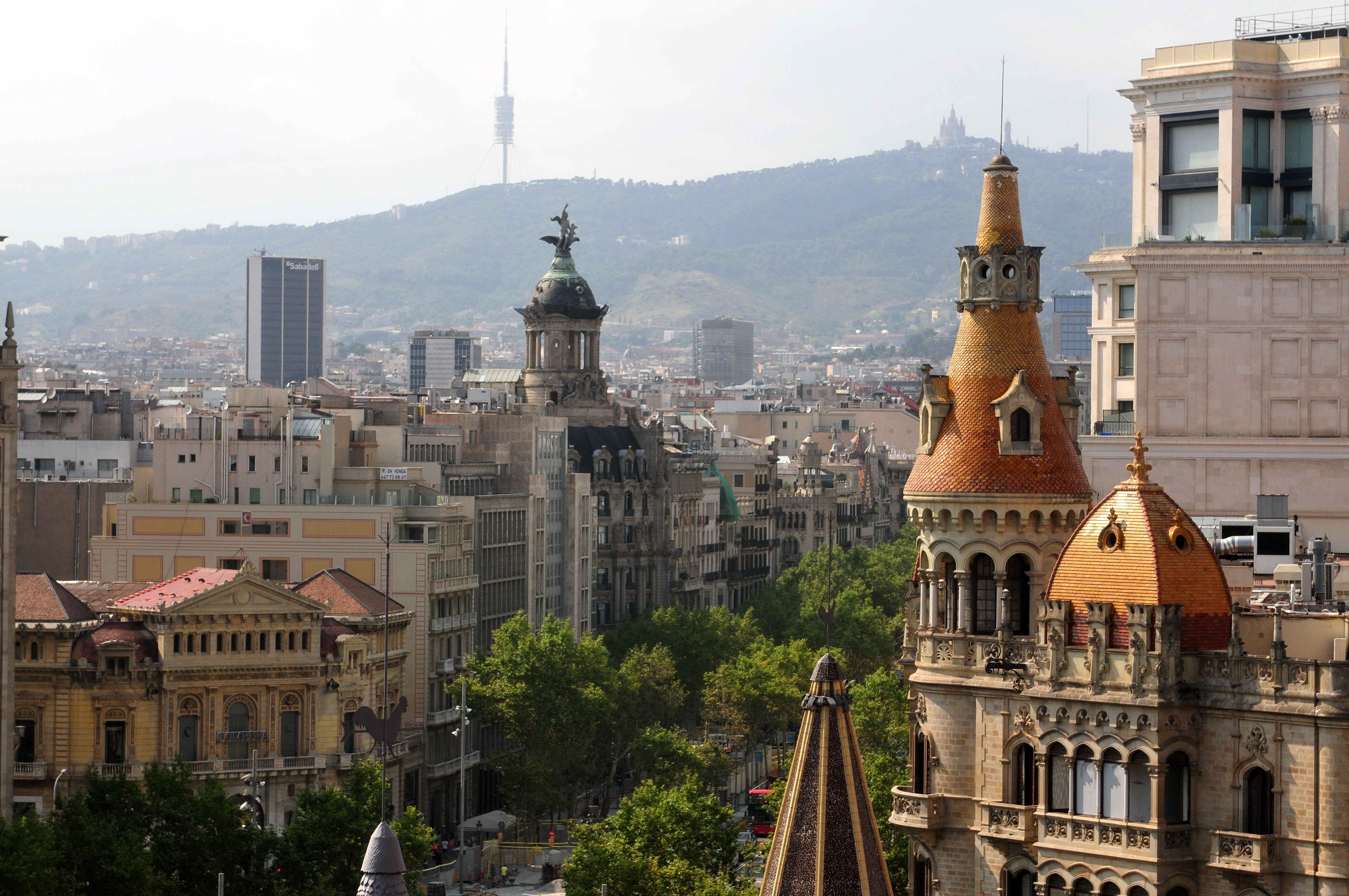
Cases Rocamora

Die Straße Passeig de Gràcia [pəˈsεdʒ də ˈɣɾasiə] ist ein Prachtboulevard in Barcelona und eine der bekanntesten Straßen der katalanischen Hauptstadt.

## Lage in der Stadt
Der 1,5 Kilometer lange Passeig de Gràcia liegt im Stadtbezirk Eixample und verbindet die Stadtbezirke Ciutat Vella (Altstadt) im Südosten mit dem namensgebenden Stadtbezirk Gràcia im Nordwesten. Er beginnt an der Straßenecke Plaça de Catalunya/Ronda de Sant Pere am Rande der Altstadt und endet am Plaça de Joan Carles I in Höhe der Avinguda Diagonal. In seinem Verlauf kreuzt der Passeig de Gràcia weitere wichtige Verkehrsadern der Stadt, wie z. B. die Gran Via de les Corts Catalanes.
Unter der Straße verläuft die U-Bahn Linie L3 der Metro Barcelona mit den Stationen Plaça de Catalunya (Kreuzung mit den Linien L1, L6 und L7), Passeig de Gràcia (Kreuzung mit den Linien L2 und L4 sowie Anschluss an den Rodalies- und Regionalbahnhof Passeig de Gràcia) und Diagonal (Kreuzung mit der Linie L5).
An der Oberfläche herrscht zudem dichter Busverkehr.
Anlässlich der Olympischen Sommerspiele 1992 führte über den Boulevard die Strecke des Marathonlaufs.

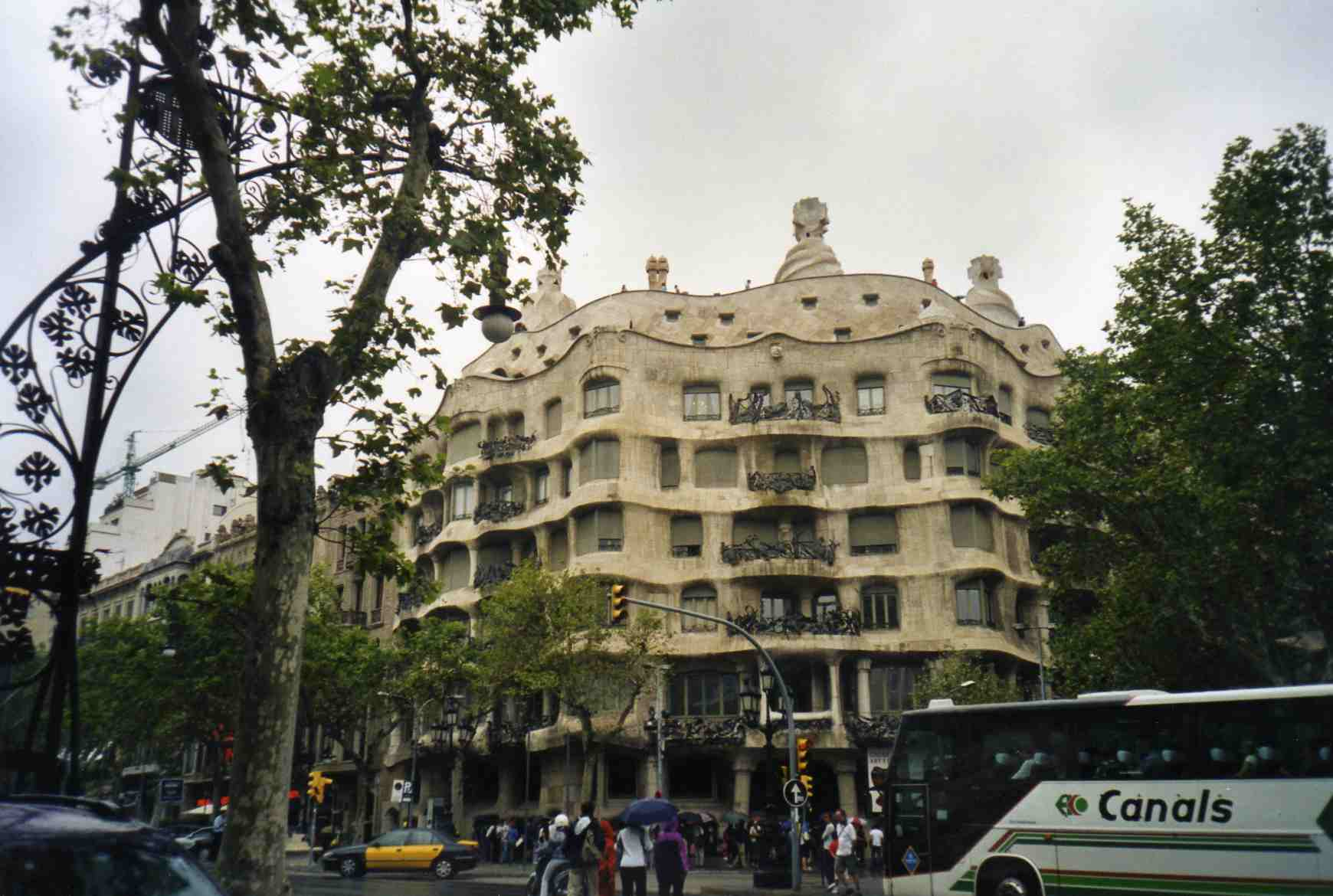
Casa Milà von Gaudí

## Gebäude an der Straße
Die Straße ist mit eindrucksvollen Kombinationen aus Sitzbänken und Laternen nach Entwürfen von Pere Falqués möbliert.
Sie ist von einigen Häusern gesäumt, die Ende des 19., Anfang des 20. Jahrhunderts von Antoni Gaudí, Josep Puig i Cadafalch und Lluís Domènech i Montaner, den wichtigsten Architekten des Modernisme (der katalanischen Variante des Jugendstils), errichtet wurden.
So befindet sich zwischen den Seitenstraßen Carrer del Consell de Cent und Carrer d’Aragó ein Gebäude-Ensemble, das umgangssprachlich als Zankapfel (spanisch: Manzana de la Discordia) bekannt ist. Dazu gehören Casa Lleó Morera, Casa Batlló und Casa Amatller.
Ein weiteres sehr bekanntes Gebäude ist Gaudís Casa Milà (Spitzname: La Pedrera, deutsch: Der Steinbruch).
In der Seitenstraße Carrer d’Aragó befindet sich in Sichtweite zum Passeig de Gràcia das von Domènech i Montaner 1879 entworfene Gebäude, das heute die Fundació Tàpies beherbergt, der Kunststiftung von Antoni Tàpies, mit dessen eindrucksvoller Metallskulptur auf ihrem Dach.

## Geschäfte und Gastronomie
Vor allem im südöstlichen Teil der Straße befinden sich Gastronomie (große Tapas-Bars), Flagship-Stores großer Modefirmen, Juweliere und edle Hotels.